# Ahmad Fauzi Saari
Ahmad Fauzi Saari (ur. 30 kwietnia 1982 w Kulim) – malezyjski piłkarz grający na pozycji pomocnika.

## Kariera klubowa
Od początku kariery piłkarskiej Fauzi jest związany z klubem Kedah FA. W 2002 roku zadebiutował w jego barwach w pierwszej lidze malezyjskiej. W 2002 roku osiągnął swój pierwszy sukces w karierze, gdy wygrał z Kedah rozgrywki Premier League, a w 2006 roku powtórzył to osiągnięcie. Z kolei w sezonie 2006/2007 wygrał z Kedah rozgrywki Super League oraz zdobył Puchar Malezji i Puchar Malezyjskiej Federacji Piłkarskiej. W sezonie 2007/2008 także zdobył te trzy trofea.

## Kariera reprezentacyjna
W 2007 roku Fauzi został powołany do reprezentacji Malezji na Puchar Azji 2007. Na tym turnieju był rezerwowym i nie rozegrał żadnego spotkania. Nie zdołał też zaliczyć debiutu w kadrze narodowej.